# Ольшево (Нідзицький повіт)
Ольшево (пол. Olszewo, нім. Olschau) — село в Польщі, у гміні Нідзиця Нідзицького повіту Вармінсько-Мазурського воєводства.
Населення — 512 осіб (2011).
У 1975-1998 роках село належало до Ольштинського воєводства.

## Демографія
Демографічна структура станом на 31 березня 2011 року:
|          | Загалом | Допрацездатний вік | Працездатний вік | Постпрацездатний вік |
| -------- | ------- | ------------------ | ---------------- | -------------------- |
| Чоловіки | 272     | 60                 | 192              | 20                   |
| Жінки    | 240     | 48                 | 158              | 34                   |
| Разом    | 512     | 108                | 350              | 54                   |